# کاژیمی‌یر کوردلوفسکی

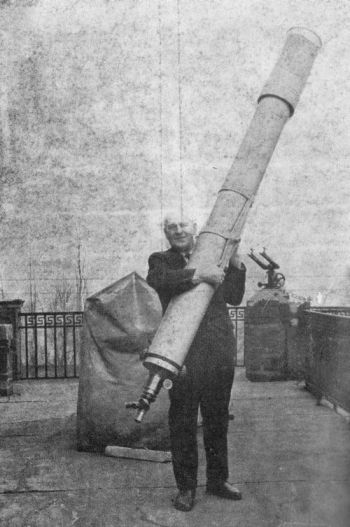
کاژیمی‌یر کوردلوفسکی٬ در آوریل ۱۹۶۴.

کاژیمی‌یر کوردلوفسکی (به انگلیسی: Kazimierz Kordylewski) ۱۱ اکتبر ۱۹۰۳ در پوزنان - ۱۱ مارس ۱۹۸۱ در کراکوف، لهستان)، یک اخترشناس لهستانی بود.
در سال ۱۹۵۶، او کشف غبار کوردولوفسکی؛ ابرهای زیادی با غلظت‌های گذرا از گرد و غبار را در نقاط لاگرانژی سیستم زمین-ماه اعلام کرد. وجود این غبار در نهایت در اکتبر ۲۰۱۸ مورد تأیید رسمی قرار گرفت.
کاژیمی‌یر کوردلوفسکی در دانشگاه آدام میتسکیویچ در پوزنان و دانشگاه یاگیلونیا در کراکوف تحصیل کرد و در سال ۱۹۳۲ مدرک دکترا گرفت.